# Marguerite de Brandebourg (1410-1465)
Marguerite de Brandebourg (1410 - 27 juillet 1465, Landshut) est une princesse de Brandebourg de naissance et, par des mariages successifs, duchesse de Mecklembourg, duchesse de Bavière-Ingolstadt et comtesse de Waldenfels.

## Biographie
Marguerite est la fille de l'électeur Frédéric Ier de Brandebourg (1371-1440) issue de son mariage avec Élisabeth de Bavière-Landshut (1383-1442), fille du duc Frédéric de Bavière-Landshut. Ses frères Frédéric II et Albert III Achille, règnent successivement sur le Brandebourg.
Elle épouse en 1423 le duc Albert V de Mecklembourg, mais il meurt peu de temps après son mariage, avant même qu'ils puissent commencer à vivre ensemble. Marguerite reçoit en dot Dömitz et Gorlosen de son père.
Le 20 juillet 1441, Marguerite épouse Louis VIII de Bavière-Ingolstadt (1403-1445), pour assurer la paix dans le pays. Grâce à ce mariage, Louis récupère les biens qu'il a perdus au profit de l'électeur Frédéric Ier pendant la guerre de Bavière de 1420-1422. Deux enfants, morts jeunes, naissent de ce mariage.
En 1446, Marguerite épouse finalement secrètement son précepteur, le comte Martin de Waldenfels (mort en 1471). Cette relation est incorporée dans la tragédie Louis le Barbu de Georg Köberle, publiée en 1844.

## Sources
- (de) Beatrix Schönewald, Die Herzoginnen von Bayern-Ingolstadt, vol. 113, 2004, 35–54, especially pp. 52–53
- (de) Bernhard Glasauer, Herzog Heinrich XVI. (1393–1450) der Reiche von Bayern-Landshut. Territorialpolitik zwischen Dynastie und Reich, vol. 5 (thesis), München, Herbert Utz Verlag, coll. « Münchner Beiträge zur Geschichtswissenschaft », 2009 (ISBN 978-3-8316-0899-7)
- (de) Renate Kremer, Die Auseinandersetzungen um das Herzogtum Bayern-Ingolstadt 1438–1450, vol. 113 (thesis), München, C. H. Beck, coll. « Schriftenreihe zur bayerischen Landesgeschichte », 2000 (ISBN 3-406-10694-3)
- (de) Theodor Straub, Bayern-Ingolstadt, Bayern-Landshut. 1392–1506. Glanz und Elend einer Teilung, Ingolstadt, Stadtarchiv Ingolstadt, 1992, 43–50, especially pp. 49–50 (ISBN 3-932113-06-3), « Die fünf Ingolstädter Herzoginnen »